# Azovske
Azovske (în ucraineană Азовське) este o așezare de tip urban din raionul Djankoi, Republica Autonomă Crimeea, Ucraina. În afara localității principale, nu cuprinde și alte sate.

## Demografie
Componența lingvistică a așezării de tip urban Azovske
     Rusă (61,92%)
     Tătară crimeeană (30,82%)
     Ucraineană (6,11%)
     Alte limbi (0,5%)
Conform recensământului din 2001, majoritatea populației așezării de tip urban Azovske era vorbitoare de rusă (61,92%), existând în minoritate și vorbitori de tătară crimeeană (30,82%) și ucraineană (6,11%).